# Franz Eckert
Franz Eckert (ur. 5 kwietnia 1852 w Neurode (ob. Nowa Ruda), zm. 6 sierpnia 1916 w Seulu) – niemiecki kompozytor, współtwórca, razem z Hiromorim Hayashim, hymnu państwowego Japonii, Kimi ga yo oraz hymnu Cesarstwa Koreańskiego, Daehan jeguk Aegukga.

## Życiorys
Urodzony w Nowej Rudzie, w rodzinie urzędnika sądowego, od najmłodszych lat zdradzał talent muzyczny. Ukończył konserwatoria we Wrocławiu i Dreźnie. Przez kilka lat pracował jako muzyk wojskowy w Nysie i Wilhelmshaven, w tym drugim był kapelmistrzem orkiestry marynarki wojennej.
W 1879 roku wyjechał do Japonii, gdzie piastował funkcję kapelmistrza cesarskiej orkiestry marynarki wojennej. Jako pracownik Ministerstwa Dworu Cesarskiego (Kunai-shō) założył orkiestrę domu cesarskiego w Tokio. Ważnym zadaniem było opracowanie śpiewnika dla japońskich szkół podstawowych. W 1897 roku skomponował pieśń Kanashimi no kiwami (pol. Niezmierzony ból) na ceremonię pogrzebową japońskiej cesarzowej-wdowy Eishō, po cesarzu Kōmei.
W 1880 roku otrzymał od Ministerstwa Marynarki Wojennej zlecenie napisania hymnu państwowego. Utwór o tytule Kimi ga yo jest oparty na pieśni autorstwa Hiromoriego Hayashi. Pierwszy raz został zaprezentowany 3 listopada 1880 roku, z okazji urodzin cesarza Meiji. W roku 1888 powstała ostateczna wersja hymnu, od tego też roku jest to oficjalny hymn Japonii. Został odznaczony Orderem Wschodzącego Słońca VI klasy. Rok później Eckert ze względów zdrowotnych powrócił do Niemiec.
Już w 1891 roku ponownie wyjechał, tym razem do Korei, gdzie był twórcą cesarskiej orkiestry wojskowej i skomponował pierwszy hymn Cesarstwa Koreańskiego, Aegukga, powtarzając tym samym sukcesy japońskie. Pisząc muzykę hymnu zaczerpnął z dzieł Wagnera. Hymn ten został wykonany po raz pierwszy publicznie 9 października 1902 roku podczas ceremonii urodzinowej pierwszego koreańskiego cesarza Gojonga (1852–1919), który był entuzjastą Prus.
Zmarł 8 sierpnia 1916 roku w Seulu, gdzie został pochowany na cmentarzu dla obcokrajowców w dzielnicy Hapjeong-dong w okręgu miejskim (gu) Seulu Mapo-gu. Przyczyną śmierci był rak żołądka.
W listopadzie 2006 roku w Nowej Rudzie został odsłonięty jego pomnik.